# Hylaeus trisulcus
Hylaeus trisulcus là một loài Hymenoptera trong họ Colletidae. Loài này được Vachal mô tả khoa học năm 1910.